# Церковь Сретения Господня (Ярославль)
Церковь Сретения Господня — православный храм в историческом центре Ярославля, в Депутатском (Сретенском) переулке.

## История
Впервые деревянный храм в честь Сретения Господня упоминается в 1636 году в переписных книгах. В 1685 году на пожертвования ярославского купца Павла Якимова Денисовского была возведена каменная двухэтажная церковь с приделом Стефана Сурожского.
Ранее у западной стороны Сретенской церкви был тёплый храм иконы Божией Матери «Знамение». Об этой церкви в настоящее время известно только то, что в 1819 году она была полностью разобрана, и на этом месте был построен новый храм.
Холодный каменный Сретенский храм дважды за свою историю был полностью перестроен. В первый раз в 1833 году Сретенский храм стал одноэтажным, а придел Стефана Сурожского был перенесен в тёплую церковь. Во второй раз в 1891—1895 годах храм был перестроен в русском стиле. Архитектором выступил Николай Поздеев, а работы финансировались ярославским промышленником Иваном Дунаевым. В алтаре церкви появился престол во имя великомученика и целителя Пантелеимона.
В 1918 году священник и церковный композитор Василий Зиновьев организовал здесь свою певческую капеллу, которая просуществовала до 1925 года. В Сретенском храме проходило отпевание отца Василия Зиновьева.
В советское время в 1929 году храм был закрыт, а в 1930 году осквернён: переоборудован под клуб Медсантруда. В 1931-м было принято решение взорвать храм, но оно не было осуществлено. Позднее в здании бывшего храма располагались склад, пекарня, а с 1970-х годов размещались цеха производственного швейного объединения «Ярославль».
В 1994 году Сретенская церковь была передана Русской православной церкви.
С 10 октября 2009 года по 12 ноября 2012 года настоятелем Сретенского храма был Алексей Кульберг, в будущем митрополит Екатеринбургский и Верхотурский Евгений.